# Pål Moddi Lue
Pål Moddi Lue (tidligere Pål Moddi Knutsen) (født 1987) er en norsk musiker. Hans musik står for en udpræget nordisk form for indiepop med håndspillede instrumenter.
Moddi stammer fra øen Senja i det nordlige Norge. Han synger, spiller guitar og trækspil, og skriver selv teksterne til sine sange. Moddi spiller med blandt andre den norske cellist og pianist Ofelia Østrem Ossum og den norske trommeslager Jørgen Nordby. I efteråret 2009 indspillede han sit første studiealbum. Albummet blev produceret af den islandske musikkprodusent Valgeir Sigurðsson. Det blev udgivet den 8. februar 2010.

## Diskografi
- 2008 — Rubato EP
- 2009 — Live Parkteateret (self-released live album)
- 2010 — Floriography (album)